# Michiel Buchel

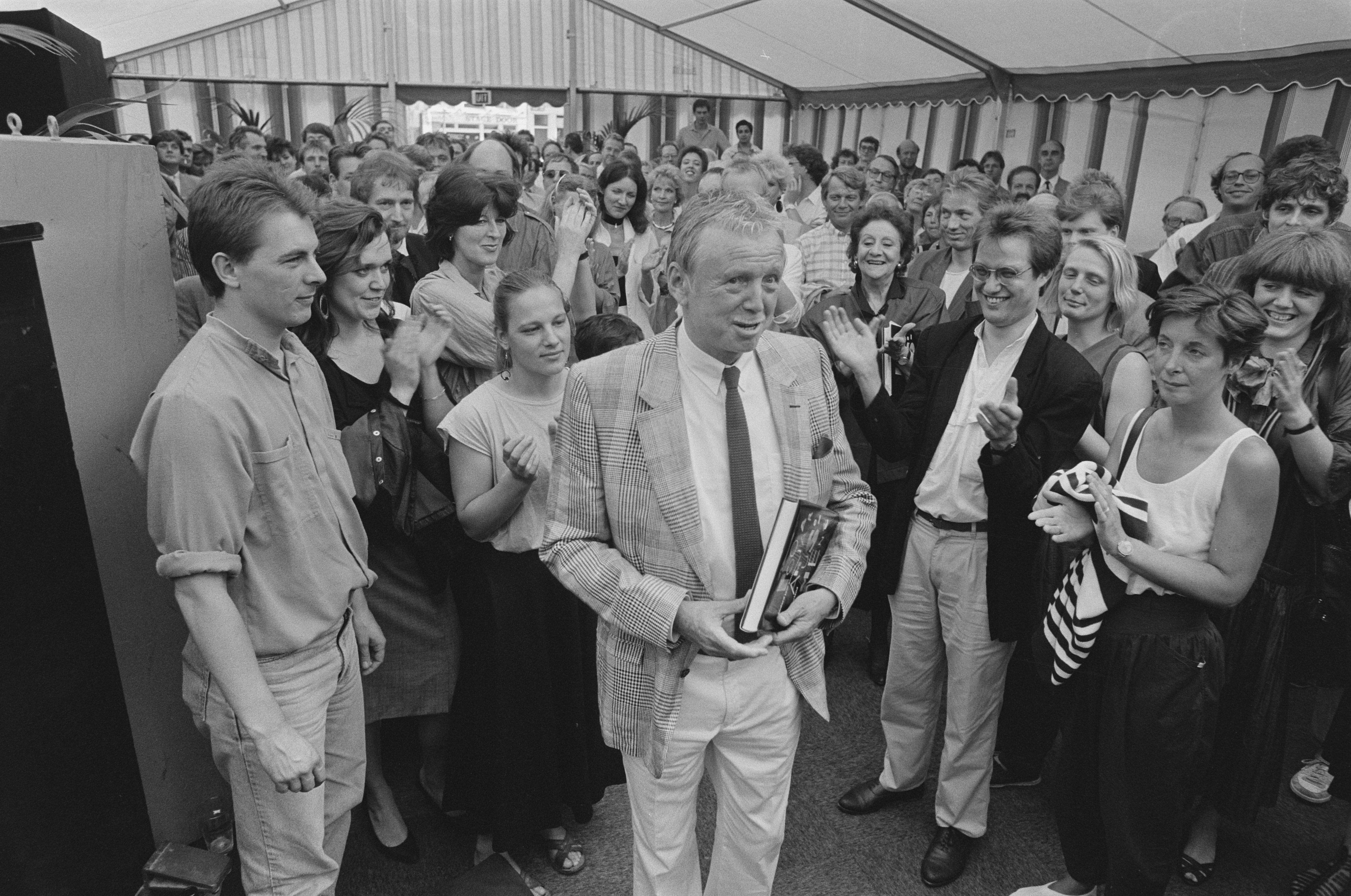
Michiel Buchel (uiterst links) in 1987 bij uitreiking boekwerk van Jacques Klöters aan Toon Hermans

Michiel Buchel (Amsterdam, 4 februari 1956) was gedurende de periode 1995 tot 2023 betrokken bij cultuur in Amsterdam.
Het zag er niet naar uit dat hij in die wereld terecht zou komen. Na de middelbare school in Amstelveen (HAVO aan Keizer Karel College; 1969-1975) volgde een studie tot leraar Nederlands en Engels aan de voorloper van de Hogeschool van Amsterdam," d’Witte Lelie" (1979-1984). Hij wilde voornamelijk bevolking verheffen. Al tijdens die studie ging hij werken bij het Theater Instituut Nederland, niet als theatermaker maar op de afdeling automatisering. Daarin ging hij vanaf 1984 verder; tot 1995 werkte hij bij "I&O Automatisering" dat hijzelf had opgericht. Vanaf 1995 tot 2003 was hij werkzaam als (adjunct-)directeur van het Amsterdams Uitburo, dat hij dieper de internetwereld wilde krijgen. Hij startte als zodanig ook de Museumnacht. Aansluitend was hij tussen 2003 tot 2023 directeur van NEMO Science Museum. Hij werd daartoe aangetrokken door diverse bezoekjes aan het Nint (voorloper van NEMO, dat hijzelf als kind had bezocht) en de verdergaande automatisering op technisch gebied (telefoon, elektronica en computers). De onderwijsinstelling verging niet geheel; hij was als directeur voorstander van Learning by doing en Learning by listening. In het verlengde van zijn functie was hij ook president van Ecsite (Europees netwerk voor wetenschapsmusea) en werkte voor VSC (Sectororganisatie wetenschapsmusea), "Avond van Wetenschap & Techniek" en "Beta en Techniek". Hij was commissielid van "CERN Science Gateway" in Genève en voorzitter van "Overleg Amsterdamse Musea". Dieptepunt was het ontslag van vijftig medewerkers tijdens de coronapandemie. Nemo viel voor wat betreft ondersteuning onder de rubriek Wetenschap (geen ondersteuning) en niet onder Cultuur (wel ondersteuning). 
Hij bleef echter ook betrokken bij de organisatie van de Uitmarkt.
Buchel was in zijn jonge jaren liefst popmuzikant geworden en speelde daarom gitaar en basgitaar in het bandje The Blues Experience.
Als museumdirecteur werd hij opgevolgd door algemeen directeur Géke Roelink. Ondertussen werd Michiel Buchel benoemd tot officier in de Orde van Oranje-Nassau. Burgemeester van Wijdemeren Crys Larson kwam het hem overhandigen; hij is dan inwoner in kern Ouderkerk aan de Amstel